# Ostankinotornet

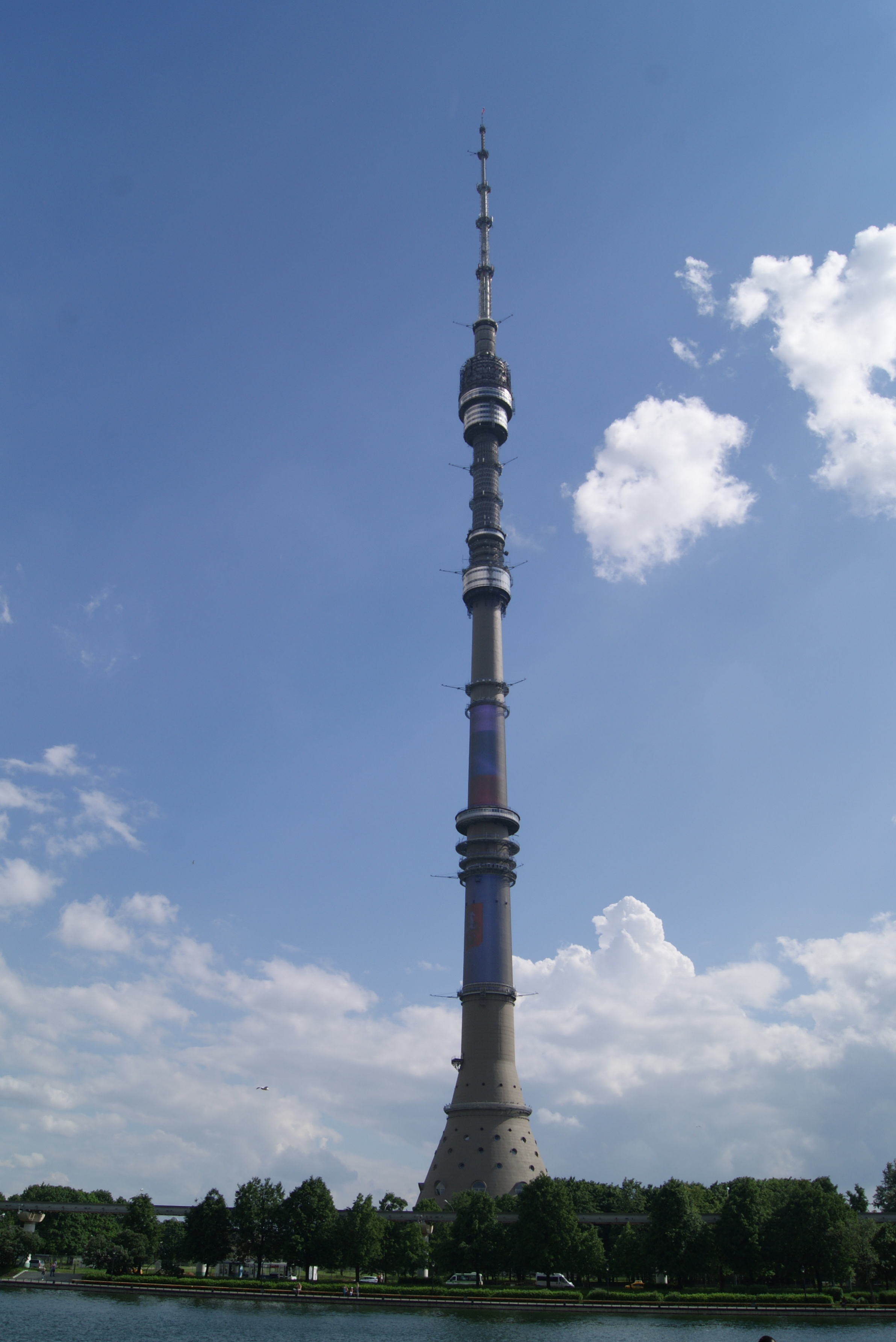

Ostankinotornet (ryska Останкинская телебашня) är ett TV- och radiotorn i Moskva i Ryssland. Det är 540 meter högt, vilket gör det till det högsta tornet och fristående byggnadsverket i Europa. Tornet och restaurangen öppnades åter upp för individuella besökare under 2016 efter tidigare brand. Tidigare var bara bokade grupper med guide tillåtna. 
Byggnationen började 1963 och tornet stod färdigt 1967. Det var världens högsta torn och fristående struktur fram tills CN Tower i Kanada invigdes 1976. Därefter var det högst i Eurasien, fram till slutet av 2000-talet då Canton Tower respektive Burj Khalifa nådde högre höjd. 2003 byttes den gamla antennen ut och vissa medier påstod att den nya höjden skulle uppgå till 577 meter. Det finns planer på att installera en ny antenn som skulle vara högre än den befintliga.
Behovet av TV-sändare gjorde att höga TV-torn byggdes i många länder i världen, bland annat runt om i Östblocket, som där dock inte byggdes lika höga som det i Moskva. Torn över 300 meter byggdes i bland annat Kiev, Tasjkent, Almaty, Riga, Berlin, Vilnius, Tallinn, Jerevan, Sankt Petersburg och Baku.

## Olyckor

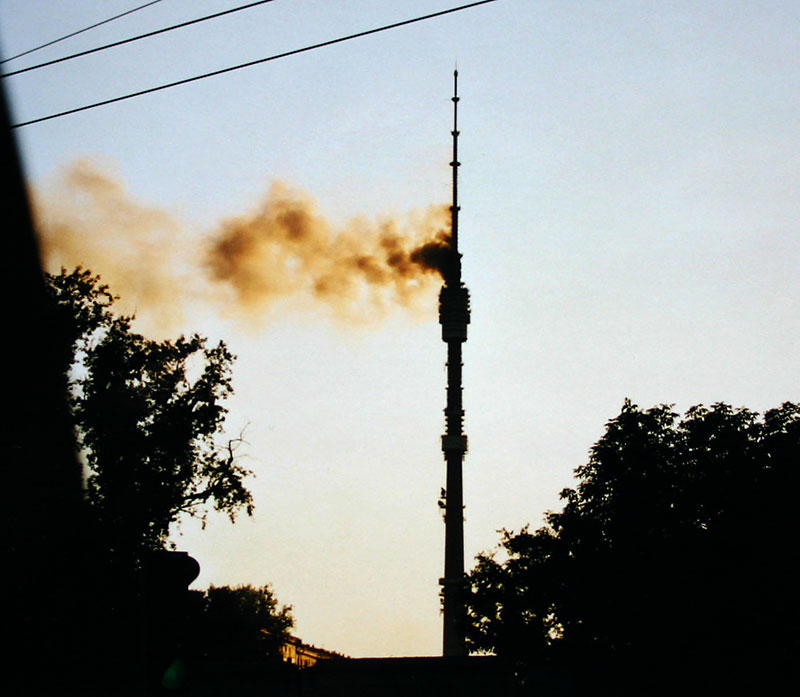
Tornet brinner, augusti 2000.

Tornet fattade eld den 27 augusti 2000, vilket ledde till att tre människor omkom. Elden bröt ut 93 m ovanför observationsplattformen vilket krävde evakuering av besökare och personal. Enligt ryska nyhetsförmedlare genomfördes evakueringen på 90 minuter efter larmet.
Den 1 juli 2004 skadades den österrikiska fallskärmshopparen Christina Grubelnik när hon slog emot tornet under ett hopp.
Den 25 maj 2007 fattade tornet åter igen eld, ingen människa kom till skada. Orsaken till bränderna tros vara kortslutning i ålderdomlig elektronik.